# 香港童軍中心

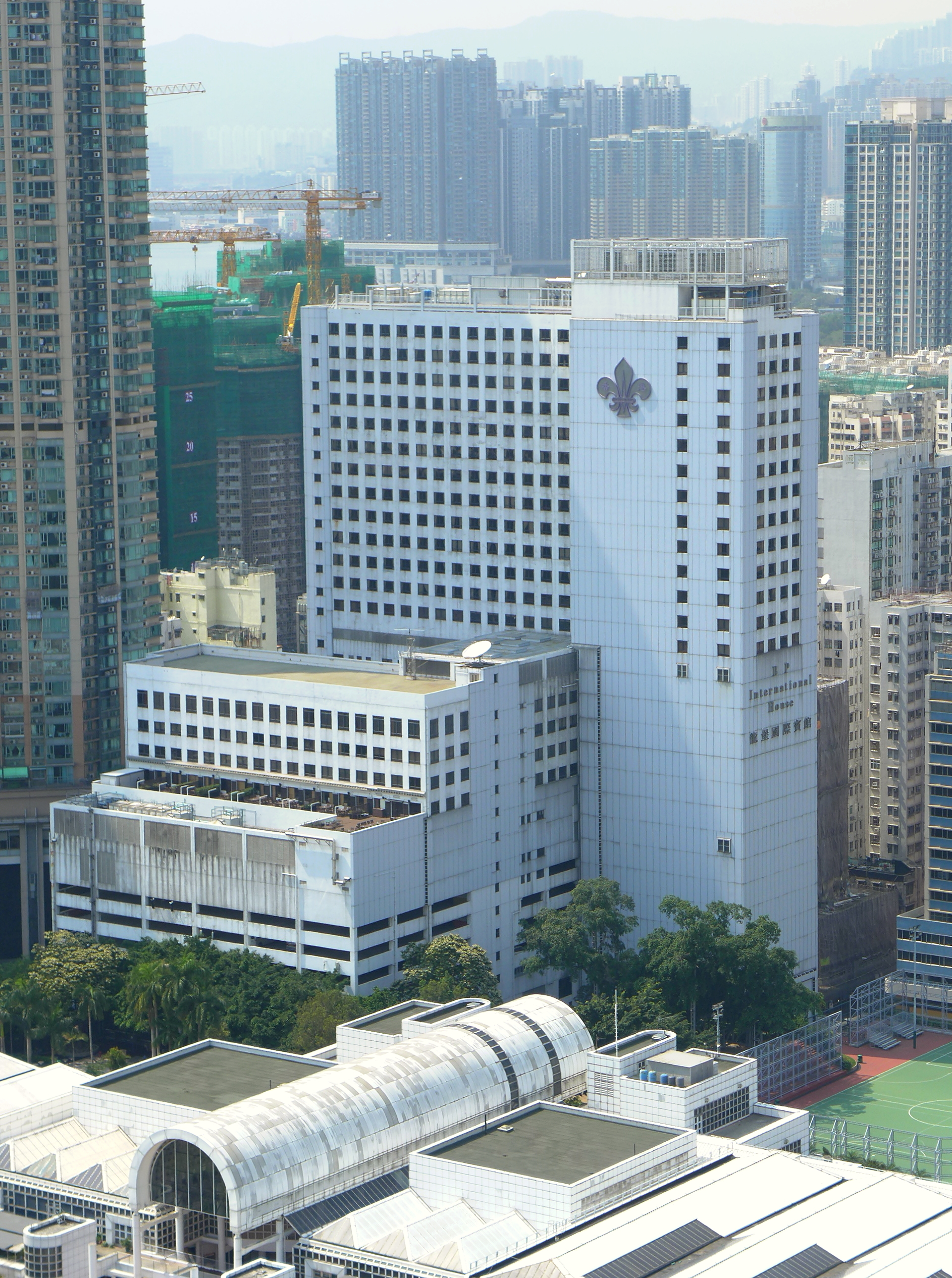
龍堡國際賓館

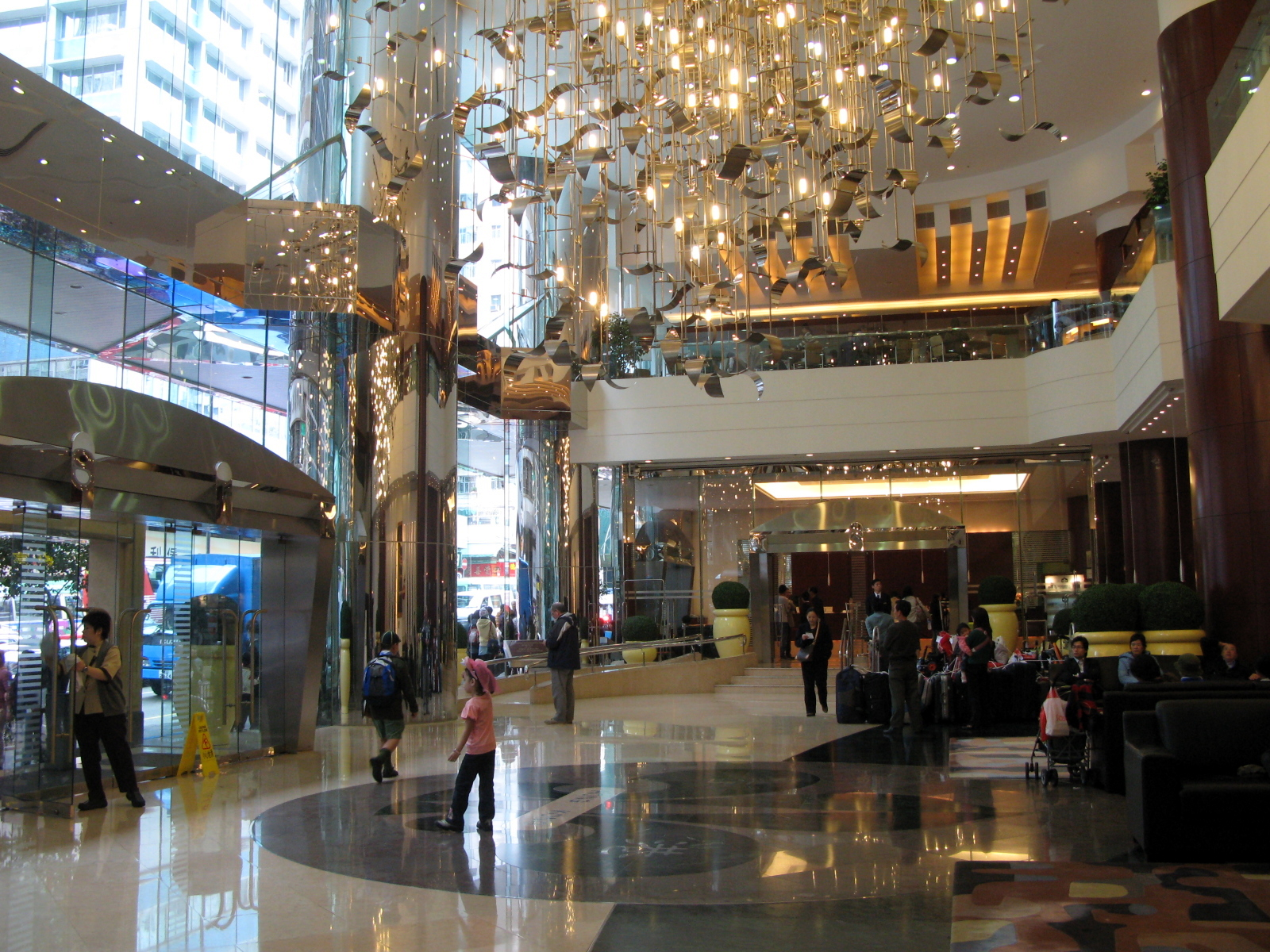
龍堡國際賓館大堂

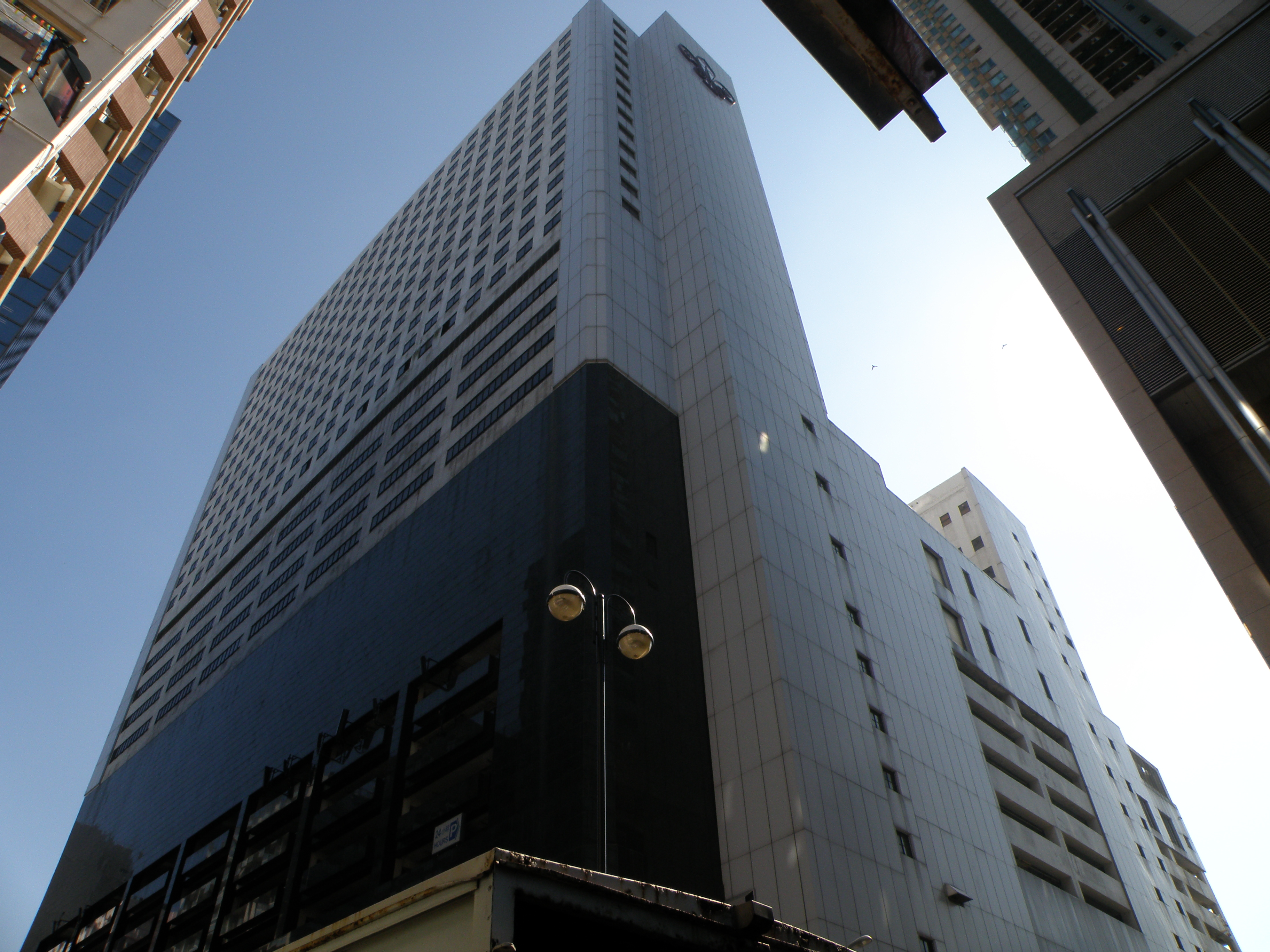
由柯士甸道望龍堡國際賓館

香港童軍中心（英語：Hong Kong Scout Centre）是香港童軍總會現時的總部，位於九龍尖沙咀童軍徑，鄰近柯士甸道、九龍公園及港景峯。

## 歷史
於1894年中之前，香港童軍總會曾於九龍覺士道9號的摩士大廈設置總部，也是童軍總會首個永久會所。戰後由軍部撥款興建的摩士小屋，落成僅數年便已不敷應用，在1951年童軍實行分區制度後，港九新界三個分區全以摩士小屋作為總部，因此童軍總會認為有必要於港島區以外設立一個新總部，在摩士爵士之捐助、馬會與政府的撥款下，摩士大廈於1954年啟用，九龍新界的總部也遷往九龍。可是摩士大廈也出現相同的問題，隨著童軍總會於1977年從英國童軍總會分拆為獨立的世界童軍運動組織會員，加上當局正式接納女性成員，大樓開始不敷應用，政府終於決定批出九龍公園邊陲一幅官地，以優惠地價批地建新總部大樓，當新總部啟用後，舊總部用地便需交還政府。根據1990年的土地契約，新總部大樓一定要有禮堂、健身室、食堂及宿舍，亦必須建停車場和旅遊巴士總站，且不可興建其他建築物；另由於多層停車場是以商業形式營運，童軍總會亦需承擔十足地價及建造成本。香港童軍中心於1994年7月開幕，除了童軍總會外，九龍地域、東九龍地域的辦事處亦遷移至此，英國童軍總會會長根德公爵更專程拜訪，一年後貝登堡勳爵之孫訪港，為裝裱於地下大堂中央的貝登堡勳爵肖像揭幕。摩士大廈也因此被政府收回作官地拍賣，並由私人發展商重建為豪宅。香港童軍中心樓高25層，8至11樓作為香港童軍總會總部的辦公室，包括童軍物品供應社、會議室、總監俱樂部、童軍歷史展覽等。這座大樓的主要構成部份為龍堡國際賓館，這一間商業酒店的利潤會用作總部資金及作童軍運動發展用途。港景峰與大樓之間有一條名為童軍徑的道路相隔。

## 途經之公共交通服務
1. ↑  童軍總會賺8億仍獲資助　帳委會查慈善機構監管，明報，2017年4月28日